# Mortagne (Vosges)
Pour les articles homonymes, voir Mortagne.
Mortagne ([mɔʁtaɲ] , en vosgien de la montagne [motɑn]) est une commune française située dans le département des Vosges, en région Grand Est. Elle doit son nom à la rivière éponyme qui la borde au sud-est.

## Géographie

### Localisation
Le village de Mortagne occupe un contrefort vallonné du massif des Vosges. 

### Géologie et relief
L'habitat y est très dispersé. Les lieux-dits principaux sont l'Orme, le Bout du Dessus, le Bout du Milieu et le Bout du Dessous. La vallée du Mossoux, affluent droit de la Mortagne qui borde la commune au nord, est restée très sauvage : la dernière ferme en amont est dénommée le Bout du Monde.

### Sismicité
Commune située dans une zone 3 de sismicité modérée.
| Autrey        | La Bourgonce  | Saint-Michel-sur-Meurthe      |
| Fremifontaine | Mortagne      | Saint-Dié-des-Vosges Taintrux |
| Brouvelieures | Bois-de-Champ | Les Rouges-Eaux               |

### Hydrographie et les eaux souterraines
Hydrogéologie et climatologie : Système d’information pour la gestion des eaux souterraines du bassin Rhin-Meuse :
Territoire communal : Occupation du sol (Corinne Land Cover); Cours d'eau (BD Carthage),
Géologie : Carte géologique; Coupes géologiques et techniques,
 Hydrogéologie : Masses d'eau souterraine; BD Lisa; Cartes piézométriques.
La commune est située dans le bassin versant du Rhin au sein du bassin Rhin-Meuse. Elle est drainée par la Mortagne, le ruisseau de Blanche Fontaine, Basse de Fondrupt, le ruisseau de la Colline des Mossous, le ruisseau de la Foret de Mortagne, le ruisseau de la Gravelle et le ruisseau le Linty,.
La Mortagne, d'une longueur totale de 74,6 km, prend sa source dans la commune de Saint-Léonard et se jette dans la Meurthe à Mont-sur-Meurthe, après avoir traversé 26 communes.

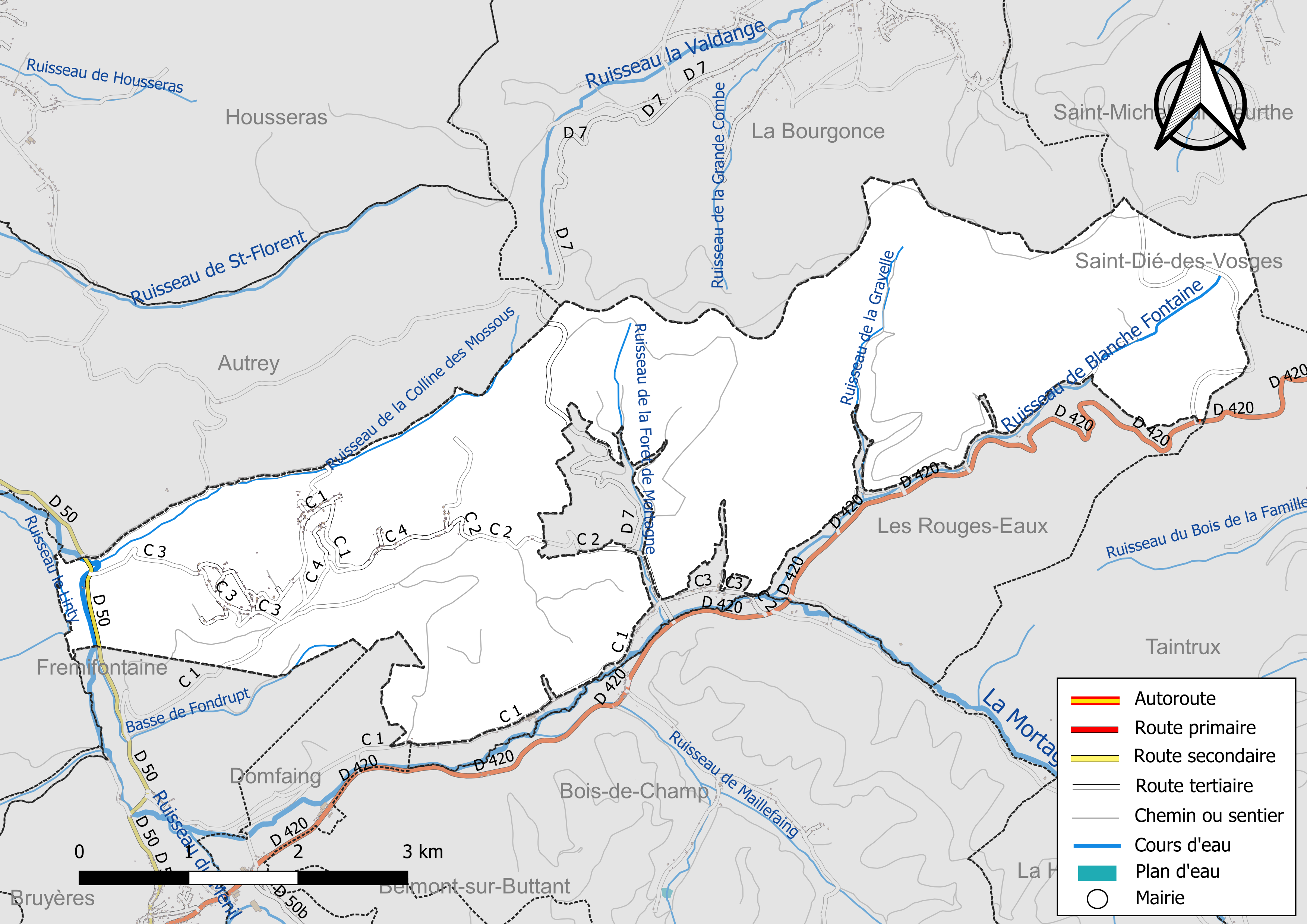
Réseaux hydrographique et routier de Mortagne.

La qualité des eaux de baignade et des cours d’eau peut être consultée sur un site dédié géré par les agences de l’eau et l’Agence française pour la biodiversité.

### Climat
Pour des articles plus généraux, voir Climat du Grand Est et Climat des Vosges.
En 2010, le climat de la commune est de type climat de montagne, selon une étude du Centre national de la recherche scientifique s'appuyant sur une série de données couvrant la période 1971-2000. En 2020, Météo-France publie une typologie des climats de la France métropolitaine dans laquelle la commune est exposée à un climat semi-continental et est dans la région climatique  Vosges, caractérisée par une pluviométrie très élevée (1 500 à 2 000 mm/an) en toutes saisons et un hiver rude (moins de 1 °C). 
Pour la période 1971-2000, la température annuelle moyenne est de 9,1 °C, avec une amplitude thermique annuelle de 17 °C. Le cumul annuel moyen de précipitations est de 1 200 mm, avec 12,6 jours de précipitations en janvier et 10,6 jours en juillet. Pour la période 1991-2020, la température moyenne annuelle observée sur la station météorologique de Météo-France la plus proche, « Le Roulier_sapc », sur la commune du Roulier à 15 km à vol d'oiseau, est de 10,2 °C et le cumul annuel moyen de précipitations est de 1 000,2 mm. 
La température maximale relevée sur cette station est de 38,1 °C, atteinte le 25 juillet 2019 ; la température minimale est de −18,3 °C, atteinte le 20 décembre 2009,,. 
Les paramètres climatiques de la commune ont été estimés pour le milieu du siècle (2041-2070) selon différents scénarios d'émission de gaz à effet de serre à partir des nouvelles projections climatiques de référence DRIAS-2020. Ils sont consultables sur un site dédié publié par Météo-France en novembre 2022.

## Urbanisme

### Typologie
Au 1er janvier 2024, Mortagne est catégorisée commune rurale à habitat très dispersé, selon la nouvelle grille communale de densité à sept niveaux définie par l'Insee en 2022.
Elle est située hors unité urbaine. Par ailleurs la commune fait partie de l'aire d'attraction de Bruyères, dont elle est une commune de la couronne,. Cette aire, qui regroupe 8 communes, est catégorisée dans les aires de moins de 50 000 habitants,.

### Occupation des sols
L'occupation des sols de la commune, telle qu'elle ressort de la base de données européenne d’occupation biophysique des sols Corine Land Cover (CLC), est marquée par l'importance des forêts et milieux semi-naturels (95 % en 2018), en diminution par rapport à 1990 (98,4 %). La répartition détaillée en 2018 est la suivante : 
forêts (95 %), zones agricoles hétérogènes (5 %). L'évolution de l’occupation des sols de la commune et de ses infrastructures peut être observée sur les différentes représentations cartographiques du territoire : la carte de Cassini (XVIIIe siècle), la carte d'état-major (1820-1866) et les cartes ou photos aériennes de l'IGN pour la période actuelle (1950 à aujourd'hui).

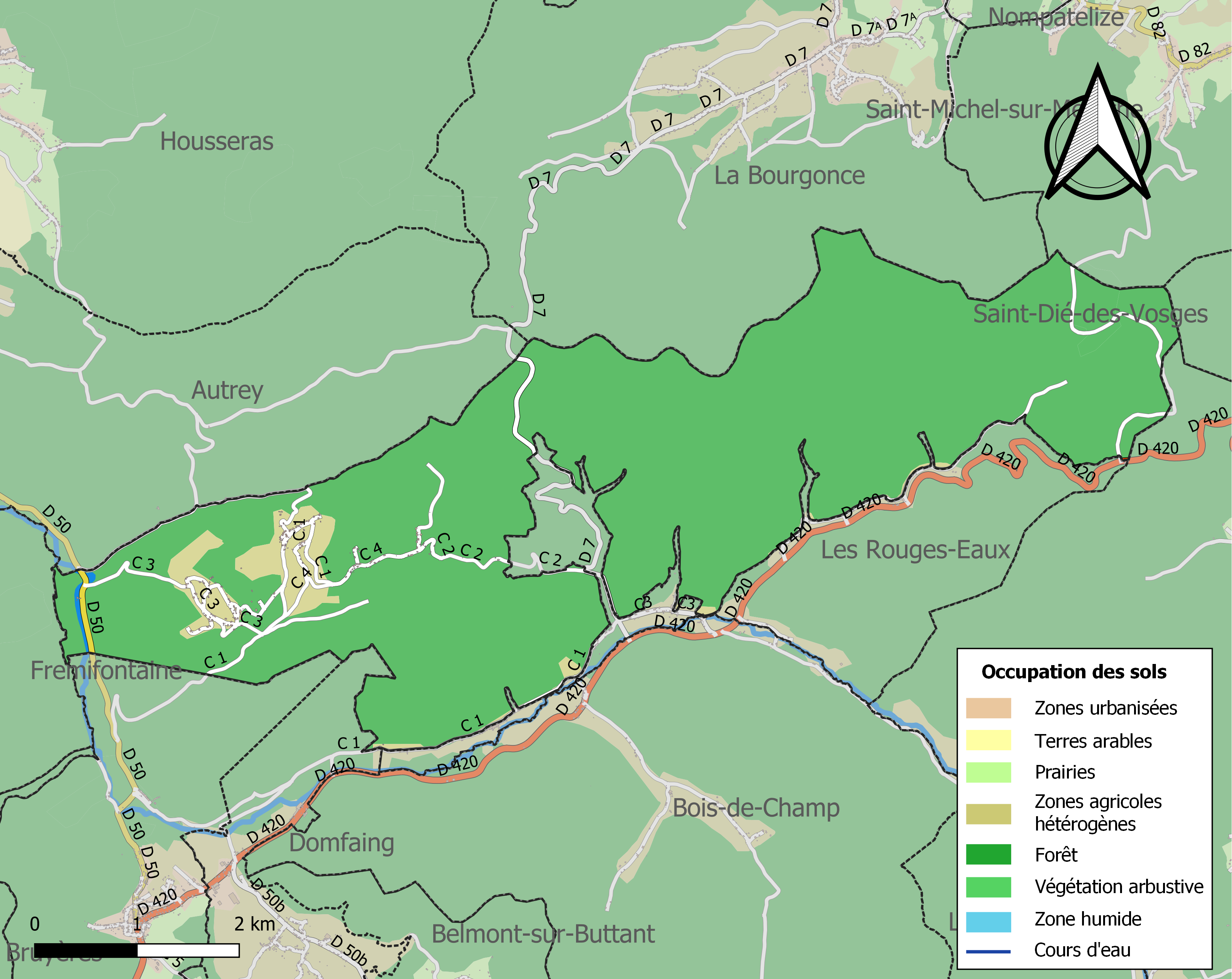
Carte des infrastructures et de l'occupation des sols de la commune en 2018 (CLC).

## Toponymie
Le nom de la localité est attesté sous les formes Sacerdos de Mortesna (1180) ; Mortanne (1558) ; Mortane (1594) ; Morthanne (XVIe siècle) ; Mortagne (1711) ; Mors Agni (1768) ; Mortagne-en-Vôge (1753).

Mortagne serait issu du latin Mauritania (Terre des maures), du nom probable d'une station militaire romaine du Bas-Empire composée de troupes maures de l'armée romaine au Bas Empire, comme les autres Mortagne.

Ernest Nègre préfère voir dans le type toponymique Mortagne, l'anthroponyme latin Mauretanus et du suffixe -ia.
Mortagne est apparemment sans rapport étymologique avec les autres villages nommés Mortagne. Les formes anciennes sont du type Mortesna, Mortennam, en patois Moutone ou Moutwn, serait issu du mot celtique qui signifie « motte, amas de terre, éminence », donné aussi à la rivière comme c'est le cas fréquemment (il existe d'autres rivières Mortagne en France).

## Histoire
En 1823, des fouilles ont révélé l'existence d'un camp romain stationnaire.
De 1831 à 1836, la commune des Rouges-Eaux a été rattachée à celle de Mortagne.

## Lieux et monuments

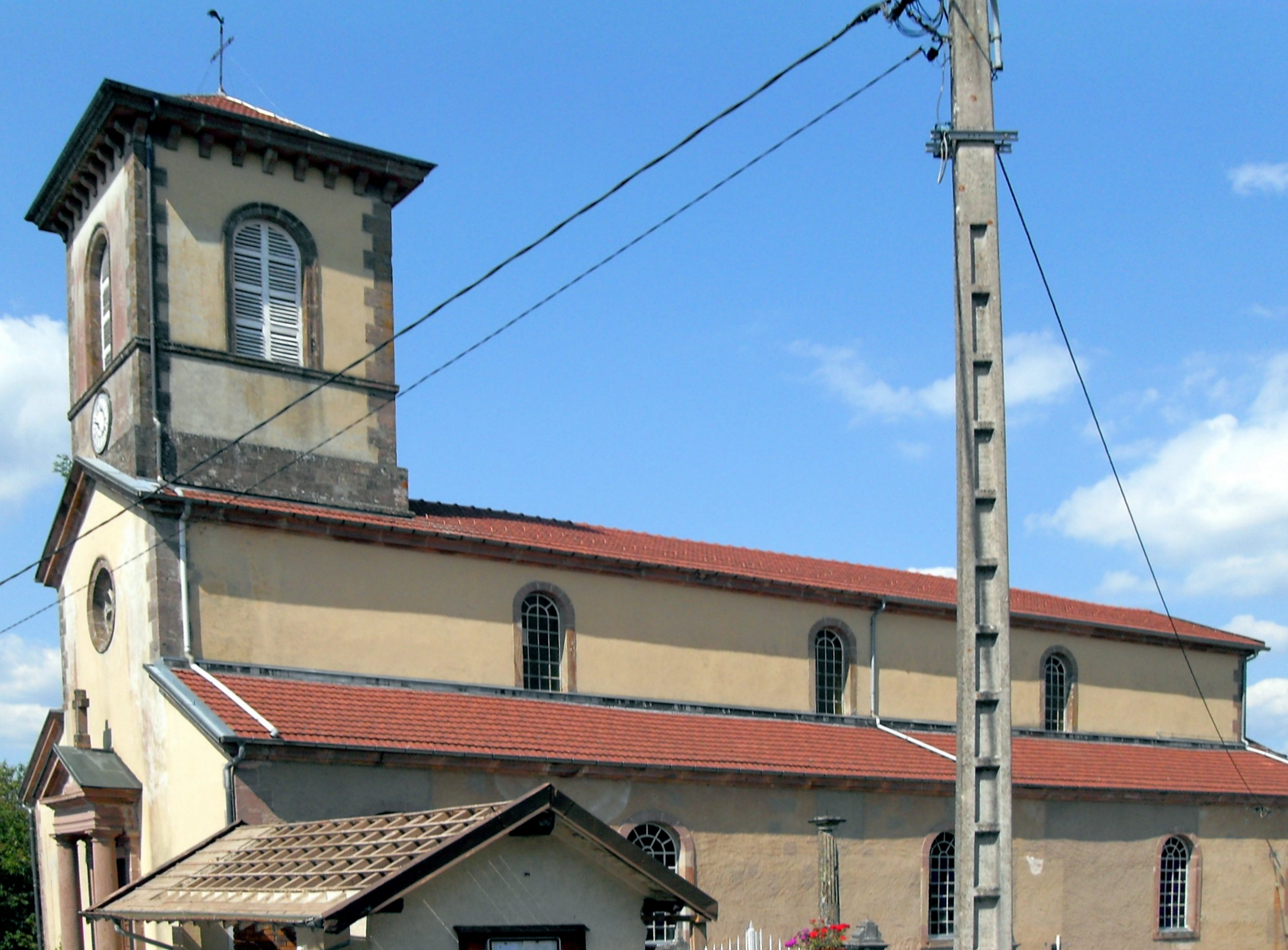
L'église Saint-Mathieu.
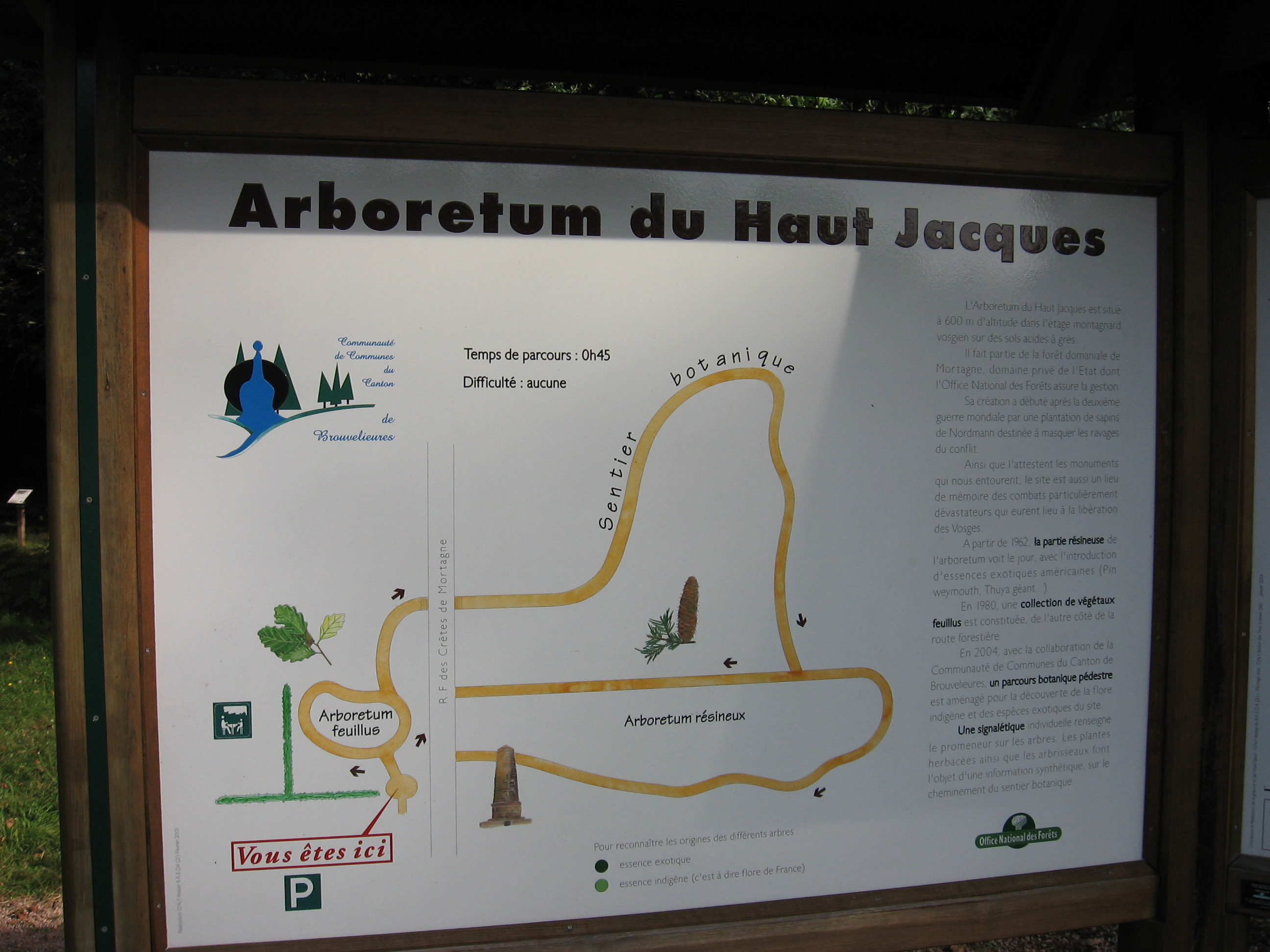
Arboretum du col du Haut-Jacques.
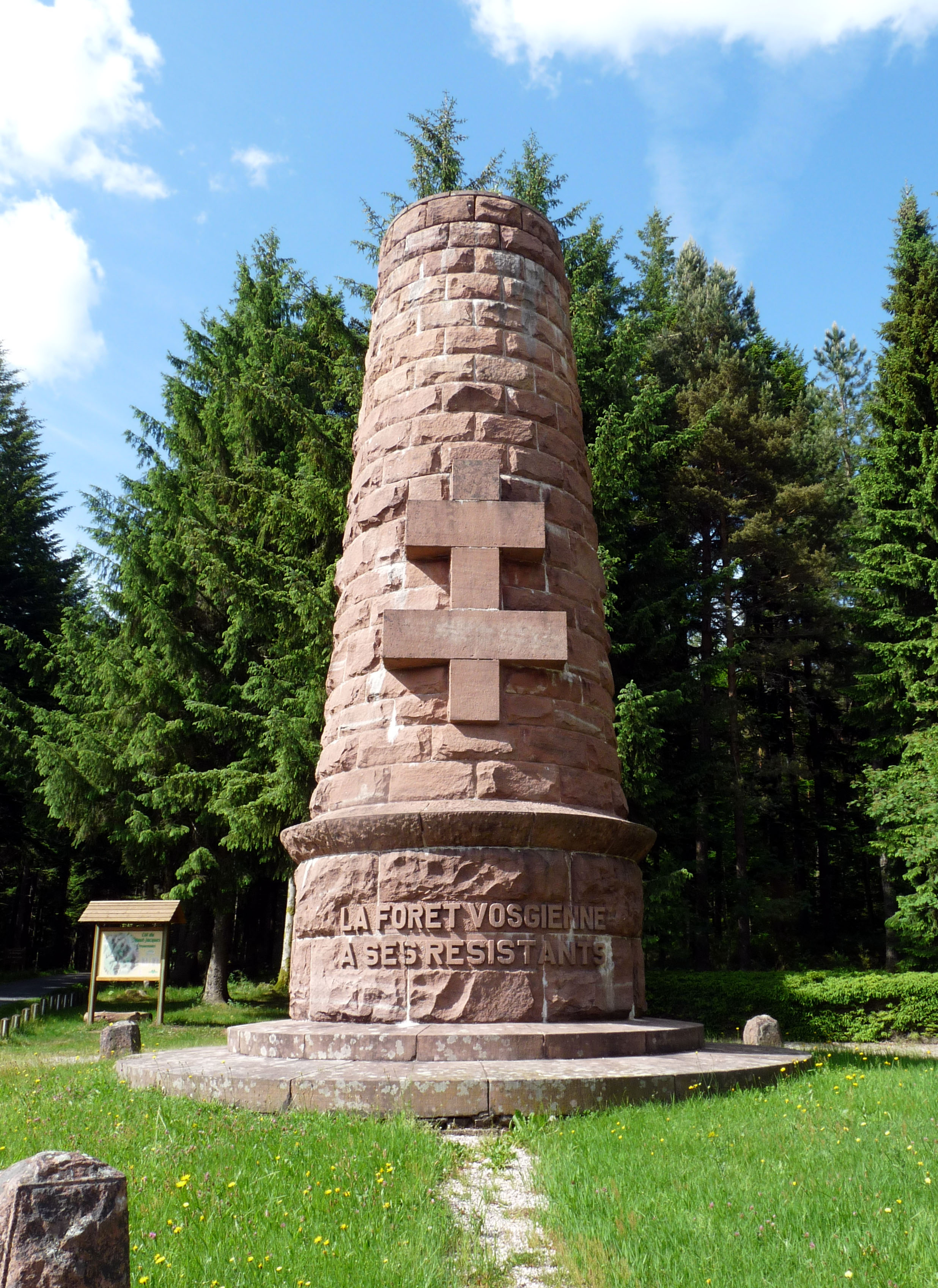
Monument dédié à la Résistance.

- L'église Saint-Mathieu du XIXe siècle[21],

son chemin de croix en terre cuite réalisé par Anselme de Warren et offert par l’Abbaye d'Autrey,
et son orgue de tribune,.
- Arboretum du col du Haut-Jacques[24].
- Monument commémoratifs :

Monument dédié à la Résistance (Col du Haut Jacques).
Nécropole nationale du col de La Chipotte. Elle a été créée en 1919 et rassemble les corps des soldats morts lors de la Bataille de la Mortagne en août-septembre 1914. Il a été aménagé de 1920 à 1935. On y a regroupé des dépouilles de soldats exhumés de carrés militaires de cimetières communaux de la région entre Rambervillers et Saint-Dié-des-Vosges.
- 12 calvaires[27].
- Les scieries hydrauliques à cadre[28].

## Population et société

### Démographie

#### Évolution démographique
L'évolution du nombre d'habitants est connue à travers les recensements de la population effectués dans la commune depuis 1793. Pour les communes de moins de 10 000 habitants, une enquête de recensement portant sur toute la population est réalisée tous les cinq ans, les populations de référence des années intermédiaires étant quant à elles estimées par interpolation ou extrapolation. Pour la commune, le premier recensement exhaustif entrant dans le cadre du nouveau dispositif a été réalisé en 2007.

En 2022, la commune comptait 188 habitants, en évolution de +12,57 % par rapport à 2016 (Vosges : −2,96 %, France hors Mayotte : +2,11 %).
| 1793 | 1800 | 1806 | 1821 | 1831 | 1836 | 1841 | 1846 | 1856 |
| ---- | ---- | ---- | ---- | ---- | ---- | ---- | ---- | ---- |
| 380  | 477  | 502  | 586  | 585  | 589  | 688  | 665  | 678  |

| 1861 | 1866 | 1876 | 1881 | 1886 | 1891 | 1896 | 1901 | 1906 |
| ---- | ---- | ---- | ---- | ---- | ---- | ---- | ---- | ---- |
| 643  | 650  | 698  | 654  | 587  | 479  | 442  | 403  | 422  |

| 1911 | 1921 | 1926 | 1931 | 1936 | 1946 | 1954 | 1962 | 1968 |
| ---- | ---- | ---- | ---- | ---- | ---- | ---- | ---- | ---- |
| 388  | 327  | 318  | 301  | 272  | 246  | 213  | 180  | 148  |

| 1975 | 1982 | 1990 | 1999 | 2006 | 2007 | 2012 | 2017 | 2022 |
| ---- | ---- | ---- | ---- | ---- | ---- | ---- | ---- | ---- |
| 118  | 111  | 119  | 151  | 162  | 164  | 159  | 170  | 188  |

### Enseignement
Établissements d'enseignements :
- Écoles maternelles et primaires à La Bourgonce, Domfaing, Brouvelieures, Fremifontaine, Taintrux, Biffontaine.
- Collèges à Bruyères, Saint-Dié-des-Vosges.
- Lycées à Bruyères, Saint-Dié-des-Vosges.

### Santé
Professionnels et établissements de santé : 
- Médecins à Brouvelieures, Grandvillers, Bruyères, Laveline-devant-Bruyères, Saint-Michel-sur-Meurthe, Rambervillers.
- Pharmacies à Bruyères, Saint-Michel-sur-Meurthe, Rambervillers, Granges-sur-Vologne.
- Hôpitaux à Bruyères, Rambervillers, Raon-l'Étape, Gerbépal, Baccarat.

### Cultes
- Culte catholique, Paroisse Notre-Dame-de-la-Mortagne[35], Diocèse de Saint-Dié.

## Politique et administration
| Période                                  | Période                       | Identité                   | Étiquette    | Qualité                                                                    |
| ---------------------------------------- | ----------------------------- | -------------------------- | ------------ | -------------------------------------------------------------------------- |
| Les données manquantes sont à compléter. |                               |                            |              |                                                                            |
| mars 1965                                | mars 1983                     | Roger Valance (1915-2011)  |              | Facteur                                                                    |
| mars 1983                                | mars 2001                     | André Bernière (1925-2012) | RPR puis DVD | Marchand de bois Conseiller général du canton de Brouvelieures (1985-1992) |
| mars 2001                                | février 2005                  | Alain Aubert (1941-2005)   |              | Retraité, décédé en cours de mandat                                        |
| mars 2005                                | En cours (au 18 février 2015) | Lionel Leclerc             |              | Agent EDF                                                                  |

### Budget et fiscalité 2022

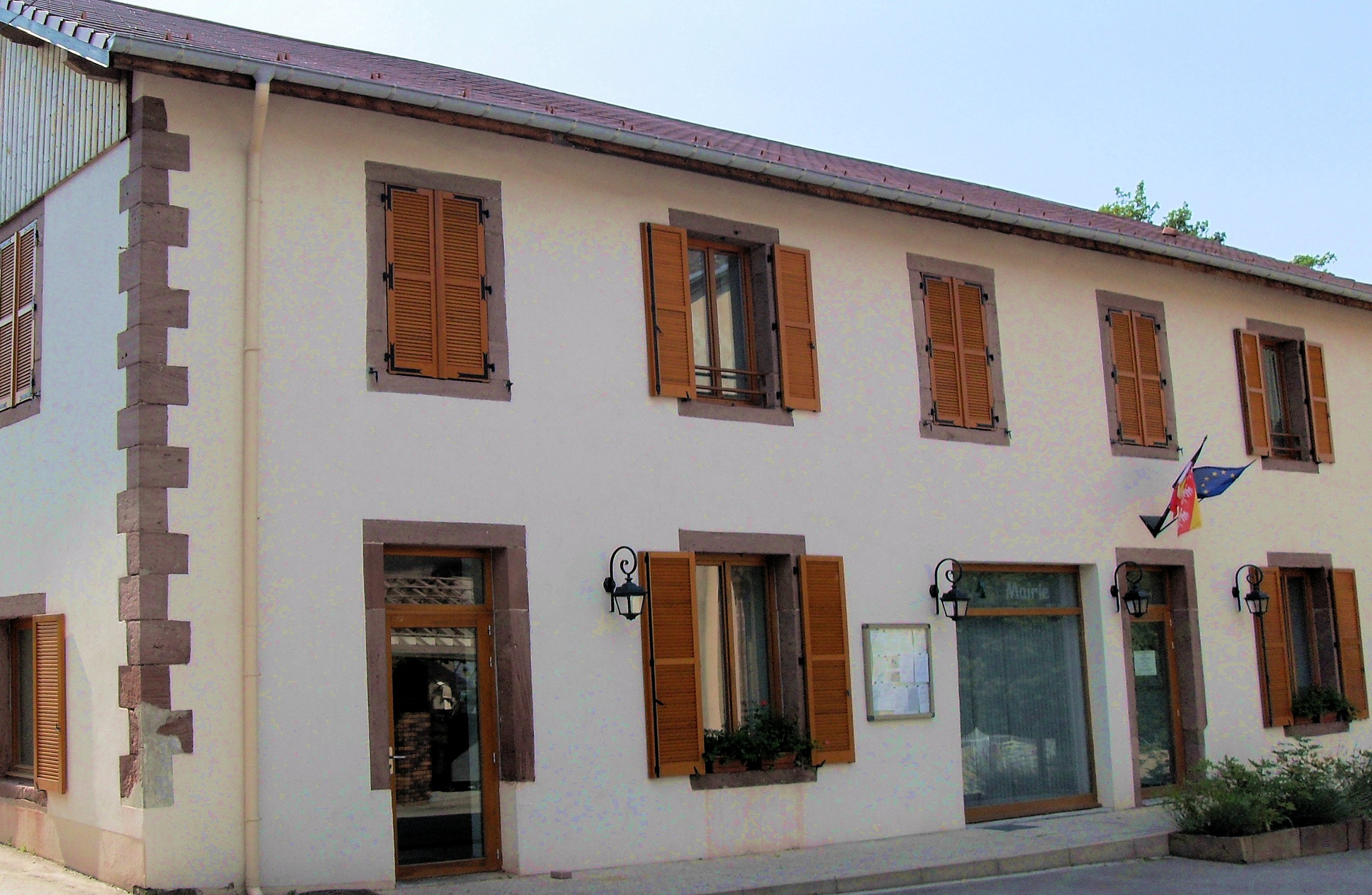
La mairie.

En 2022, le budget de la commune était constitué ainsi :
- total des produits de fonctionnement : 228 000 €, soit 1 317 € par habitant ;
- total des charges de fonctionnement : 141 000 €, soit 813 € par habitant ;
- total des ressources d'investissement : 101 000 €, soit 587 € par habitant ;
- total des emplois d'investissement : 228 000 €, soit 1 316 € par habitant ;
- endettement : 124 000 €, soit 719 € par habitant.

Avec les taux de fiscalité suivants :
- taxe d'habitation : 15,31 % ;
- taxe foncière sur les propriétés bâties : 33,68 % ;
- taxe foncière sur les propriétés non bâties : 11,48 % ;
- taxe additionnelle à la taxe foncière sur les propriétés non bâties : 0,00 % ;
- cotisation foncière des entreprises : 0,00 %.

Chiffres clés Revenus et pauvreté des ménages en 2021 : médiane en 2021 du revenu disponible, par unité de consommation : 21 390 €.

## Économie

### Entreprises et commerces

#### Agriculture
- Sylviculture et autres activités forestières.
- Élevage d'autres animaux.

#### Tourisme
- Hébergements et restauration à Rouges-Eaux, Grandvillers, Jeanménil, Champ-le-Duc, La Chapelle.

#### Commerces
- Commerces et services de proximité.

## Pour approfondir